# Warwick (företag)
Warwick är ett tyskt företag som tillverkar elbasar. 

## Historia
Warwick grundades 1982 i staden Erlangen av Hans Peter Wilfer. År 1995 flyttade företaget till Markneukirchen i Vogtland. Där drog Warwick nytta av den flera hundra år gamla musikinstrumentbyggartraditionen som fanns i området. Där fick de också tag i moderna maskiner som gjorde arbetet lättare, samtidigt som de inte övergav handtillverkningen av basarna. Idag säljs Warwicks basar i över 50 länder.

## Basister med Warwick-basar
Bland personer som spelar på Warwick-bas kan nämnas In Flames och Andreas Olsson från Narnia, Nightwish’ basist Marco Hietala samt Jack Bruce från före detta Cream.